# Liste der französischen Abgeordneten zum EU-Parlament (2004–2009)
Die Liste der französischen Abgeordneten zum EU-Parlament (2004–2009) listet alle französischen Mitglieder des 6. Europäischen Parlaments nach der Europawahl in Frankreich 2004.

## Mandatsstärke der Parteien
- GUE/NGL: 3
- SPE: 31
- G/EFA: 6
- NI: 7
- ALDE: 11
- EVP-ED: 17
- I/D: 3

| Nationale Partei                         | Mandate | Fraktion                                                                                      |
| ---------------------------------------- | ------- | --------------------------------------------------------------------------------------------- |
| Parti socialiste (PS)                    | 31      | Sozialdemokratische Fraktion im Europäischen Parlament (SPE)                                  |
| Union pour un mouvement populaire (UMP)  | 17      | Fraktion der Europäischen Volkspartei und europäischer Demokraten (EVP-ED)                    |
| Union pour la démocratie française (UDF) | 11      | Fraktion der Allianz der Liberalen und Demokraten für Europa (ALDE)                           |
| Front National (FN)                      | 017 1   | Fraktionslose Abgeordnete (NI)                                                                |
| Les Verts                                | 06      | Die Grünen/Europäische Freie Allianz (G/EFA)                                                  |
| Mouvement pour la France (MPF)           | 03      | Fraktion Unabhängigkeit/Demokratie (I/D)                                                      |
| Parti communiste français (PCF)          | 03      | Konföderale Fraktion der Vereinten Europäischen Linken/ 000Nordischen Grünen Linken (GUE/NGL) |
| Gesamt                                   | 78      |                                                                                               |

## Abgeordnete
| Bild | Name                      | von           | bis           | Partei     | Fraktion | Anmerkungen                                                                                                   |
| ---- | ------------------------- | ------------- | ------------- | ---------- | -------- | --- |
|      | Kader Arif                | 20. Juli 2004 | 13. Juli 2009 | PS         | SPE      | |
|      | Marie-Hélène Aubert       | 20. Juli 2004 | 13. Juli 2009 | Verts      | G/EFA    | |
|      | Jean-Pierre Audy          | 11. Juni 2005 | 13. Juli 2009 | UMP        | EVP-ED   | Nachgerückt für ?                                                                                             |
|      | Roselyne Bachelot-Narquin | 20. Juli 2004 | 13. Juli 2009 | UMP        | EVP-ED   | |
|      | Jean Marie Beaupuy        | 20. Juli 2004 | 13. Juli 2009 | UDF        | ALDE     | |
|      | Jean-Luc Bennahmias       | 20. Juli 2004 | 13. Juli 2009 | VertsMoDem | G/EFA    | Parteiwechsel 2007                                                                                            |
|      | Pervenche Berès           | 20. Juli 2004 | 13. Juli 2009 | PS         | SPE      | |
|      | Guy Bono                  | 20. Juli 2004 | 13. Juli 2009 | PS         | SPE      | |
|      | Jean-Louis Bourlanges     | 20. Juli 2004 | 13. Juli 2009 | UDF        | ALDE     | |
|      | Catherine Boursier        | Mai 2008      | 13. Juli 2009 | PS         | SPE      | Nachgerückt für Adeline Hazan                                                                                 |
|      | Bernadette Bourzai        | 20. Juli 2004 | 13. Juli 2009 | PS         | SPE      | |
|      | Marie-Arlette Carlotti    | 20. Juli 2004 | 13. Juli 2009 | PS         | SPE      | |
|      | Françoise Castex          | 20. Juli 2004 | 13. Juli 2009 | PS         | SPE      | |
|      | Jean-Marie Cavada         | 20. Juli 2004 | 13. Juli 2009 | UDF        | ALDE     | |
|      | Thierry Cornillet         | 20. Juli 2004 | 13. Juli 2009 | UDF        | ALDE     | |
|      | Jean-Louis Cottigny       | 20. Juli 2004 | 13. Juli 2009 | PS         | SPE      | |
|      | Paul-Marie Coûteaux       | 20. Juli 2004 | 13. Juli 2009 | MPF        | I/D      | |
|      | Joseph Daul               | 20. Juli 2004 | 13. Juli 2009 | UMP        | EVP-ED   | |
|      | Marie-Hélène Descamps     | 20. Juli 2004 | 13. Juli 2009 | UMP        | EVP-ED   | |
|      | Harlem Désir              | 20. Juli 2004 | 13. Juli 2009 | PS         | SPE      | |
|      | Brigitte Douay            | 20. Juli 2004 | 13. Juli 2009 | PS         | SPE      | |
|      | Anne Ferreira             | 20. Juli 2004 | 13. Juli 2009 | PS         | SPE      | |
|      | Hélène Flautre            | 20. Juli 2004 | 13. Juli 2009 | Verts      | G/EFA    | |
|      | Stéphane Le Foll          | 20. Juli 2004 | 13. Juli 2009 | PS         | SPE      | |
|      | Nicole Fontaine           | 20. Juli 2004 | 13. Juli 2009 | UMP        | EVP-ED   | |
|      | Janelly Fourtou           | 20. Juli 2004 | 13. Juli 2009 | UDF        | ALDE     | |
|      | Jean-Claude Fruteau       | 20. Juli 2004 | Juni 2007     | PS         | SPE      | Nachrückerin: Catherine Néris                                                                                 |
|      | Patrick Gaubert           | 20. Juli 2004 | 13. Juli 2009 | UMP        | EVP-ED   | |
|      | Jean-Paul Gauzès          | 20. Juli 2004 | 13. Juli 2009 | UMP        | EVP-ED   | |
|      | Claire Gibault            | 20. Juli 2004 | 13. Juli 2009 | UDF        | ALDE     | |
|      | Bruno Gollnisch           | 20. Juli 2004 | 13. Juli 2009 | FN         | NIITSNI  | Fraktionsbeitritt am 15. Januar 2007; Fraktionsaustritt am 14. November 2007                                  |
|      | Nathalie Griesbeck        | 20. Juli 2004 | 13. Juli 2009 | UDF        | ALDE     | |
|      | Françoise Grossetête      | 20. Juli 2004 | 13. Juli 2009 | UMP        | EVP-ED   | |
|      | Ambroise Guellec          | 20. Juli 2004 | 13. Juli 2009 | UMP        | EVP-ED   | |
|      | Catherine Guy-Quint       | 20. Juli 2004 | 13. Juli 2009 | PS         | SPE      | |
|      | Benoît Hamon              | 20. Juli 2004 | 13. Juli 2009 | PS         | SPE      | |
|      | Adeline Hazan             | 20. Juli 2004 | Mai 2008      | PS         | SPE      | Nachrückerin: Catherine Boursier                                                                              |
|      | Jacky Hénin               | 20. Juli 2004 | 13. Juli 2009 | PCF        | GUE/NGL  | |
|      | Marie Anne Isler Béguin   | 20. Juli 2004 | 13. Juli 2009 | Verts      | G/EFA    | |
|      | André Laignel             | 20. Juli 2004 | 13. Juli 2009 | PS         | SPE      | |
|      | Alain Lamassoure          | 20. Juli 2004 | 13. Juli 2009 | UMP        | EVP-ED   | |
|      | Carl Lang                 | 20. Juli 2004 | 13. Juli 2009 | FN         | NIITSNI  | Fraktionsbeitritt am 15. Januar 2007; Fraktionsaustritt am 14. November 2007                                  |
|      | Anne Laperrouze           | 20. Juli 2004 | 13. Juli 2009 | UDF        | ALDE     | |
|      | Bernard Lehideux          | 20. Juli 2004 | 13. Juli 2009 | UDF        | ALDE     | |
|      | Marie-Noëlle Lienemann    | 20. Juli 2004 | 13. Juli 2009 | PS         | SPE      | |
|      | Alain Lipietz             | 20. Juli 2004 | 13. Juli 2009 | Verts      | G/EFA    | |
|      | Patrick Louis             | 20. Juli 2004 | 13. Juli 2009 | MPF        | I/D      | |
|      | Jean-Claude Martinez      | 20. Juli 2004 | 13. Juli 2009 | FN         | NIITSNI  | Fraktionsbeitritt am 15. Januar 2007; Fraktionsaustritt am 14. November 2007                                  |
|      | Véronique Mathieu         | 20. Juli 2004 | 13. Juli 2009 | UMP        | EVP-ED   | |
|      | Philippe Morillon         | 20. Juli 2004 | 13. Juli 2009 | UDF        | ALDE     | |
|      | Pierre Moscovici          | 20. Juli 2004 | 13. Juli 2009 | PS         | SPE      | |
|      | Robert Navarro            | 20. Juli 2004 | 13. Juli 2009 | PS         | SPE      | |
|      | Catherine Néris           | Juni 2007     | 13. Juli 2009 | PS         | SPE      | Nachgerückt für Jean-Claude Fruteau                                                                           |
|      | Gérard Onesta             | 20. Juli 2004 | 13. Juli 2009 | Verts      | G/EFA    | |
|      | Béatrice Patrie           | 20. Juli 2004 | 13. Juli 2009 | PS         | SPE      | |
|      | Vincent Peillon           | 20. Juli 2004 | 13. Juli 2009 | PS         | SPE      | |
|      | Jean-Marie Le Pen         | 20. Juli 2004 | 13. Juli 2009 | FN         | NIITSNI  | Fraktionsbeitritt am 15. Januar 2007; Fraktionsaustritt am 14. November 2007                                  |
|      | Marine Le Pen             | 20. Juli 2004 | 13. Juli 2009 | FN         | NIITSNI  | Fraktionsbeitritt am 15. Januar 2007; Fraktionsaustritt am 14. November 2007                                  |
|      | Bernard Poignant          | 20. Juli 2004 | 13. Juli 2009 | PS         | SPE      | |
|      | Fernand Le Rachinel       | 22. Okt. 2004 | 13. Juli 2009 | FN         | NIITSNI  | Nachgerückt für Chantal Simonot; Fraktionsbeitritt am 15. Januar 2007; Fraktionsaustritt am 14. November 2007 |
|      | Marie-Line Reynaud        | 20. Juli 2004 | 13. Juli 2009 | PS         | SPE      | |
|      | Michel Rocard             | 20. Juli 2004 | 13. Juli 2009 | PS         | SPE      | |
|      | Martine Roure             | 20. Juli 2004 | 13. Juli 2009 | PS         | SPE      | |
|      | Tokia Saïfi               | 20. Juli 2004 | 13. Juli 2009 | UMP        | EVP-ED   | |
|      | Marielle de Sarnez        | 20. Juli 2004 | 13. Juli 2009 | UDF        | ALDE     | |
|      | Gilles Savary             | 20. Juli 2004 | 13. Juli 2009 | PS         | SPE      | |
|      | Pierre Schapira           | 20. Juli 2004 | 13. Juli 2009 | PS         | SPE      | |
|      | Lydia Schenardi           | 20. Juli 2004 | 13. Juli 2009 | FN         | NIITSNI  | Fraktionsbeitritt am 15. Januar 2007; Fraktionsaustritt am 14. November 2007                                  |
|      | Chantal Simonot           | 20. Juli 2004 | 30. Sep. 2004 | FN         | NI       | Nachrücker: Fernand Le Rachinel                                                                               |
|      | Margie Sudre              | 20. Juli 2004 | 13. Juli 2009 | UMP        | EVP-ED   | |
|      | Jacques Toubon            | 20. Juli 2004 | 13. Juli 2009 | UMP        | EVP-ED   | |
|      | Catherine Trautmann       | 20. Juli 2004 | 13. Juli 2009 | PS         | SPE      | |
|      | Ari Vatanen               | 20. Juli 2004 | 13. Juli 2009 | UMP        | EVP-ED   | |
|      | Yannick Vaugrenard        | 20. Juli 2004 | 13. Juli 2009 | PS         | SPE      | |
|      | Paul Vergès               | 20. Juli 2004 | 13. Juli 2009 | PCF        | GUE/NGL  | |
|      | Bernadette Vergnaud       | 20. Juli 2004 | 13. Juli 2009 | PS         | SPE      | |
|      | Christine de Veyrac       | 20. Juli 2004 | 13. Juli 2009 | UMP        | EVP-ED   | |
|      | Philippe de Villiers      | 20. Juli 2004 | 13. Juli 2009 | MPF        | I/D      | |
|      | Dominique Vlasto          | 20. Juli 2004 | 13. Juli 2009 | UMP        | EVP-ED   | |
|      | Henri Weber               | 20. Juli 2004 | 13. Juli 2009 | PS         | SPE      | |
|      | Francis Wurtz             | 20. Juli 2004 | 13. Juli 2009 | PCF        | GUE/NGL  | |